# Lessitscheri-Gletscher
Der Lessitscheri-Gletscher (bulgarisch ледник Лесичери lednik Lessitscheri) ist ein 7 km langer und 3 km breiter Gletscher an der Oskar-II.-Küste des Grahamlands auf der Antarktischen Halbinsel. Er fließt westlich des Minsuchar- und nordöstlich des Erden-Gletschers von den Südosthängen des Forbidden Plateau in südöstlicher Richtung zum Jorum-Gletscher, den er westlich des Jordanow-Nunataks erreicht.
Britische Wissenschaftler kartierten ihn 1976. Die bulgarische Kommission für Antarktische Geographische Namen benannte ihn 2013 nach der Ortschaft Lessitscheri im Norden Bulgariens.